# Thrashcore
El thrashcore (a veces llamado fastcore) es un subgénero musical del hardcore punk, aparecido a finales de los 70s en los estados de Washington y California.
Es, esencialmente, hardcore punk mucho más rápido. Su característica más destacable incluye: tempos rápidos (a menudo se usa el blast beat) enfocándose más en este aspecto, voces gritadas, canciones de poca duración (normalmente en torno al minuto) a semejanza del grindcore y letras sobre política. Además, se caracterizó por ser el primer subgénero musical que utilizaba blast beat.

## Subgéneros similares
El thrashcore es, a menudo, confundido con el crossover thrash y, en menor medida, el thrash metal. La similitud en los términos es motivo de confusión. Además, a la confusión se suma el hecho que muchas de las bandas más influyentes del crossover thrash empezaron como bandas influyentes del thrashcore, como D.R.I. o Cryptic Slaughter. La diferencia entre el thrashcore y el crossover thrash es, que este último, es básicamente thrash con más influencia y elementos del hardcore punk, mientras que el thrashcore es un género procedente netamente del hardcore punk.
El powerviolence es, a menudo, confundido con el thrashcore. Estos son dos subgéneros muy similares del punk que envuelve a ambos fuera de la escena hardcore punk de los años 80. A la confusión se suma, también, el hecho que varias bandas de thrashcore y de powerviolence coincidieron. En general, el powerviolence es una evolución más experimental del thrashcore. Más específicamente, el powerviolence tiende a usar voces ásperas, influenciado del hardcore punk de finales de los ochenta, y el thrashcore carece de breakdowns lentos donde el powerviolence está basado.

## Discográficas
A continuación una lista de discográficas especializadas en música thrashcore:
- Ebullition Records
- Slap-a-Ham Records
- Sound Pollution
- 625 Thrashcore
- Havoc Records